# Karl Dellberg
Karl Dellberg (* 18. Februar 1886 in Brig; † 17. Juli 1978 in Siders; heimatberechtigt in Brig) war ein Schweizer Politiker (SP).

## Werdegang
Karl Dellberg war der Sohn von Joseph Ernest Dellberg und der Marie Imhof. Als Postbeamter arbeitete er ab 1903 in Brig und ab 1919 in Naters. Bereits 1904 setzte er sich für die Belange der Arbeiterschaft in seiner Region ein. Erst nach mehreren Anläufen gelang ihm 1919 die Gründung einer sozialdemokratischen Kantonalpartei, die er bis 1957 präsidierte. Die Postverwaltung war gegen seine gewerkschaftlichen Tätigkeit und pensionierte ihn 1933. Aus wirtschaftlichen Gründen übernahm er bis 1950 das Volkshaus in Brig und zog 1951 nach Siders.
Die Wahl in den Gemeinderat von Brig schaffte Karl Dellberg 1912. Er war 1921 der erste sozialdemokratische Abgeordnete im Grossen Rat. Einen Sitz im Nationalrat errang er 1935. Ohne Erfolg blieben jedoch seine Staatsratskandidaturen von 1937, 1941, 1945 und 1953. Trotz seines Alters trat er  bei den Nationalratswahlen 1967 gegen den Willen seiner Partei nochmals an und wurde auf einer eigenen Liste ("Sozialistische Volkspartei") gewählt. Als Alterspräsident eröffnete er die neue Legislaturperiode des Grossen Rates von 1953, 1957 und 1961 sowie diejenige des Nationalrates von 1959, 1963 und 1967.
Das 1971 gegründete Kritische Oberwallis erhielt seine redaktionelle Unterstützung.

## Politische Ämter
- Gemeinderat von Brig (1913–1948)
- Gemeinderat von Siders (1953–1956)
- Grossrat (1921–1941, 1945–1949, 1953–1965)
- Nationalrat (1935–1947, 1951–1971)